# Apsirto
Apsirto (em latim: Apsyrtus) foi um médico veterinário e soldado romano e escritor do começo do século IV, ativo durante o reinado do imperador Constantino (r. 306–337). Era nativo de Prusa ou Nicomédia, na Bitínia, ou Clazômenas, na Jônia; é mais provável pelas inferências textuais que seja de fato oriundo da última localidade. Ele lutou sob o imperador na fronteira danubiana na Cítia Menor contra os sármatas em 323 e foi autor de Φυσικον περι ιππων, que sobreviveu em excertos no Mulomedicina chironis e Hippiatrica.